# Palpenmotten
Die Palpenmotten (Gelechiidae) (lateinisch palpare = streicheln) sind eine Familie der Schmetterlinge (Lepidoptera). Sie kommen weltweit mit ca. 4600 Arten vor. Etwa 1500 Arten sind in der Paläarktis beheimatet, in der Nearktis kommen 630 Arten vor. Aus Europa wurden mehr als 800 Arten und Unterarten beschrieben, von denen in Mitteleuropa 335 Arten vorkommen. Die Falter sind nahe mit den Prachtfaltern (Cosmopterigidae) verwandt, mit denen sie in einem Schwesternverhältnis stehen.

## Merkmale
Die Falter erreichen eine Flügelspannweite von acht bis 20 Millimetern und haben einen langgestreckten und schmalen Körper. Die Vorderflügel sind schmal und 2,5- bis 5,5-mal länger als breit. Sie sind meist metallisch gefärbt oder weisen metallische Muster auf. Manche Arten haben aber keine solchen Färbungen. Die Hinterflügel sind überwiegend schmal und mit langen Fransen versehen. Die fadenförmigen Fühler erreichen ungefähr 80 Prozent der Vorderflügellänge. Die meisten Arten haben neben den Facettenaugen auch Punktaugen (Ocelli). Ihre Maxillarpalpen sind je nach Art gut oder schlecht entwickelt. Der an der Basis geschuppte Saugrüssel ist komplett entwickelt.
Die Vorderflügel haben zehn bis zwölf Flügeladern (meistens zwölf) mit einer Analader (1b). Die Hinterflügel haben neun bis zehn Adern (meistens zehn) mit ein bis drei Analadern (1b oder 1a und 1b oder 1a, 1b und 1c).

## Lebensweise

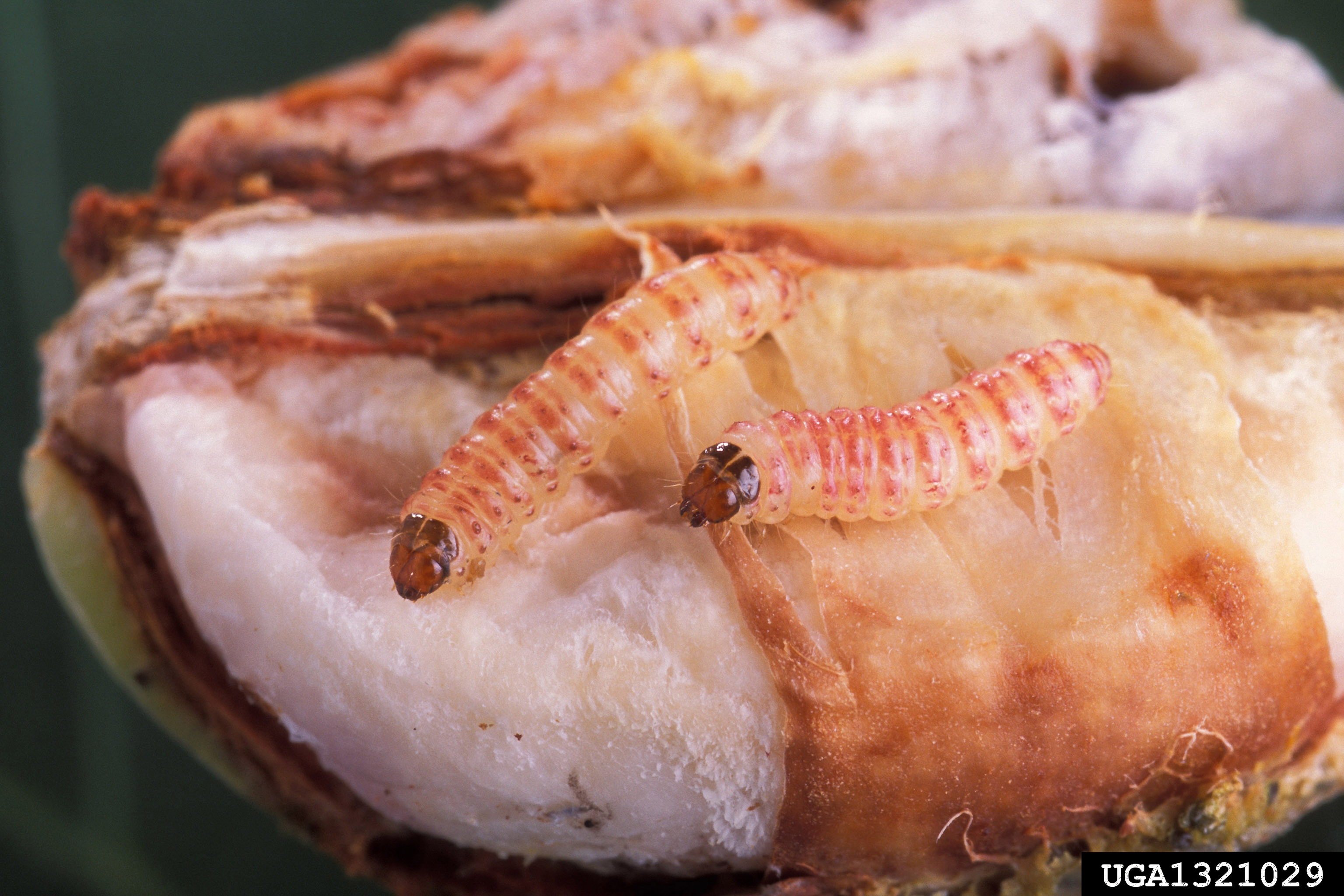
Larven des Roten Baumwollkapselwurms (Pectinophora gossypiella) in einer geöffneten Baumwollfrucht

Die Raupen haben je nach Art eine sehr unterschiedliche Lebensweise. Die meisten leben an Blättern, die sie einrollen, Blüten, jungen Sprossen, Samen und Früchten. Manche von ihnen sind Minierer in Nadeln und Blättern, einige wenige Arten leben unterirdisch. Es gibt auch solche, die auf Blättern und Ästen Gallen verursachen. Das Nahrungsspektrum der Palpenmotten umfasst über 80 Pflanzenfamilien und schließt auch Laubmoose und Farne mit ein.
Unter den Palpenmotten gibt es einige Arten die als Schädlinge auftreten, darunter etwa die Tomatenminiermotte (Tuta absoluta Meyrick, 1917) oder der Rote Baumwollkapselwurm (Pectinophora gossypiella Saunders, 1844).

## Systematik
Die im Folgenden bis zur Gattungsebene dargestellte Systematik basiert auf folgenden Quellen und berücksichtigt die Tribus-Ebene wegen der instabilen Systematik innerhalb der Familie nicht: Fauna Europaea; Huemer & Karsholt, 1999; SangMi Lee, 2009.
- Acompsia  Hübner, 1825
- Anaptilora  Meyrick, 1904
- Anasphaltis  Meyrick, 1925
- Arotria  Meyrick, 1904
- Atasthalistis  Meyrick, 1886
- Brachmia  Hübner, 1825
- Brachyacma  Meyrick, 1886
- Cymotricha  Meyrick, 1923
- Dichomeris  Hübner, 1818
- Empalactis  Meyrick, 1925
- Helcystogramma  Zeller, 1877
- Hyodectis  Meyrick, 1904
- Myconita  Meyrick, 1923
- Scodes  Hodges, 1986
- Streniastis  Meyrick, 1904
- Symbolistis  Meyrick, 1904
- Syndesmica  Turner, 1919
- Xerometra  Meyrick, 1925

- Acrophiletis  Meyrick, 1932
- Acutitornus  Janse, 1951
- Adelomorpha  Snellen, 1885
- Adoxotricha  Meyrick, 1938
- Adullamitis  Meyrick, 1932
- Aeolotrocha  Meyrick, 1921
- Aerotypia  Walsingham, 1911
- Agnippe  Chambers, 1872
- Agonochaetia  Povolny, 1965
- Allophlebia  Janse, 1960
- Allotelphusa  Janse, 1958
- Alsodryas  Meyrick, 1914
- Altenia  Sattler, 1960
- Ambloma  Walsingham, 1908
- Amblypalpis  Ragonot, 1886
- Amblyphylla  Janse, 1960
- Amphigenes  Meyrick, 1921
- Anacampsis  Curtis, 1827
- Ananarsia  Amsel, 1959
- Anapatetris  Janse, 1951
- Anarsia  Zeller, 1839
- Anastomlopteryx  Janse, 1951
- Anastreblotis  Meyrick, 1927
- Anathyrsotis  Meyrick, 1939
- Angustialata  Omelko, 1988
- Angustiphylla  Janse, 1960
- Anomologa  Meyrick, 1926
- Anomoxena  Meyrick, 1917
- Anthinora  Meyrick, 1914
- Anthistarcha  Meyrick, 1925
- Antithyra  Meyrick, 1906
- Apatetris  Staudinger, 1879
- Aphanostola  Meyrick, 1931
- Apocritica  Meyrick, 1925
- Apodia  Heinemann, 1870
- Aponoea  Walsingham, 1905
- Apotactis  Meyrick, 1918
- Apothetoeca  Meyrick, 1922
- Apotistatus  Walsingham, 1904
- Aproaerema  Durrant, 1897
- Araeophalla  Janse, 1960
- Araeophylla  Janse, 1954
- Araeovalva  Janse, 1960
- Arcutelphusa  Lee & Brown, 2008
- Aregha  Chrétien, 1915
- Argolamprotes  Benander, 1945
- Argophara  Janse, 1963
- Argyrolacia  Keifer, 1936
- Aristotelia  Hübner, 1825
- Aristoteliodes  Zimmerman, 1978
- Arla  Clarke, 1942
- Aroga  Busck, 1914
- Arogalea  Walsingham, 1910
- Arotromima  Meyrick, 1929
- Asapharcha  Meyrick, 1920
- Aspades  Vari, 1986
- Athrips  Billberg, 1820
- Atremaea  Staudinger, 1871
- Aulidiotis  Meyrick, 1925
- Australiopalpa  Povolny, 1974
- Australiopalpula  Povolny, 1974
- Autodectis  Meyrick, 1937
- Axyrostola  Meyrick, 1923
- Bactropaltis  Meyrick, 1939
- Bagdadia  Amsel, 1949
- Barticeja  Povolny, 1967
- Baryzancla  Turner, 1933
- Batenia  Chrétien, 1908
- Battaristis  Meyrick, 1914
- Belovalva  Janse, 1963
- Beltheca  Busck, 1914
- Bilobata  Vári, 1986
- Blastovalva  Janse, 1960
- Brachyzancla  Turner, 1947
- Bruchiana  Jörgensen, 1916
- Bryotropha  Heinemann, 1870
- Bucolarcha  Meyrick, 1929
- Calamotypa  Meyrick, 1926
- Calliphylla  Janse, 1963
- Calliprora  Meyrick, 1914
- Canthonistis  Meyrick, 1922
- Capidentalia  Park, 1995
- Capnosema  Janse, 1958
- Carpatolechia  Capuse, 1964
- Cartericella  Fletcher, 1940
- Caryocolum   Gregor and Povolny, 1954
- Catalexis  Walsingham, 1909
- Catameces  Turner, 1919
- Caulastrocecis  Chretien, 1931
- Cecidophaga  Walsingham, 1911
- Celetodes  Meyrick, 1921
- Cerofrontia  Janse, 1951
- Chalcomima  Meyrick, 1929
- Chaliniastis  Meyrick, 1904
- Charistica  Meyrick, 1925
- Chilopselaphus  Mann, 1867
- Chionodes  Hübner, 1825
- Chlorolychnis  Meyrick, 1925
- Chorivalva  Omelko, 1988
- Chretienella  Turati, 1919
- Chretienia  Spuler, 1910
- Chrysoesthia  Hübner, 1816
- Clepsimacha  Meyrick, 1934
- Clepsimorpha  Janse, 1960
- Clistothyris  Zeller, 1877
- Cnaphostola  Meyrick, 1918
- Coconympha  Meyrick, 1931
- Coleotechnites   Chambers, 1880
- Colonanthes  Meyrick, 1923
- Coloptilia  Fletcher, 1940
- Commatica  Meyrick, 1909
- Compsolechia  Meyrick, 1918
- Compsosaris  Meyrick, 1914
- Coniogyra  Meyrick, 1921
- Coproptilia  Snellen, 1903
- Copticostola  Meyrick, 1929
- Corynaea  Turner, 1919
- Coudia  Chretien, 1915
- Coydalla  Walker, 1864
- Crambodoxa  Meyrick, 1913
- Crasimorpha  Meyrick, 1923
- Craspedotis  Meyrick, 1904
- Crossobela  Meyrick, 1923
- Crypsimaga  Meyrick, 1931
- Curvisignella  Janse, 1951
- Daltopora  Povolny, 1979
- Darlia  Clarke, 1950
- Deltophora  Janse, 1950
- Dendrophilia  Ponomarenko, 1993
- Deroxena  Meyrick, 1913
- Diastaltica  Walsingham, 1910
- Diprotochaeta  Diakonoff, 1941
- Dirhinosia  Rebel, 1905
- Dissoptila  Meyrick, 1914
- Distinxia  Povolny, 1967
- Dolerotricha  Meyrick, 1925
- Dorycnopa  Lower, 1901
- Drepanoterma  Walsingham, 1897
- Elasiprora  Meyrick, 1914
- Emmetrophysis  Diakonoff, 1954
- Empedaula  Meyrick, 1918
- Empista   Povolny, 1968
- Encentrotis  Meyrick, 1921
- Enchrysa  Zeller, 1873
- Encolpotis  Meyrick, 1909
- Ephelictis  Meyrick, 1904
- Ephysteris  Meyrick, 1908
- Epibrontis  Meyrick, 1904
- Epidola  Staudinger, 1859
- Epimesophleps  Rebel, 1907
- Epimimastis  Meyrick, 1904
- Epiparasia  Rebel, 1914
- Epiphthora  Meyrick, 1888
- Episacta  Turner, 1919
- Ergasiola  Povolny, 1967
- Erikssonella  Janse, 1960
- Eripnura  Meyrick, 1914
- Eristhenodes  Meyrick, 1935
- Erythriastis  Meyrick, 1925
- Ethirostoma  Meyrick, 1914
- Euchionodes  Clarke, 1950
- Eudactylota  Walsingham, 1911
- Euhomalocera  Diakonoff, 1967
- Eulamprotes  Bradley, 1971
- Eunebristis  Meyrick, 1923
- Eunomarcha  Meyrick, 1923
- Euryctista  Janse, 1963
- Eurysacca  Povolny, 1967
- Eurysaccoides  Povolny, 1998
- Euscrobipalpa  Povolny, 1967
- Euzonomacha  Meyrick, 1925
- Exceptia  Povolny, 1967
- Excommatica  Janse, 1951
- Exoteleia  Wallengren, 1881
- Faculta  Busck, 1939
- Faristenia  Ponomarenko, 1991
- Fascista  Busck, 1939
- Filatima  Busck, 1939
- Filisignella  Janse, 1951
- Flexiptera  Janse, 1958
- Fortinea  Busck, 1914
- Friseria   Busck, 1939
- Frumenta   Busck, 1939
- Furcaphora  Janse, 1958
- Galtica  Busck, 1914
- Gambrostola  Meyrick, 1926
- Gelechia  Hübner, 1825
- Gladiovalva  Sattler, 1960
- Glauce  Chambers, 1875
- Glycerophthora  Meyrick, 1935
- Gnorimoschema  Busck, 1900
- Gnosimacha  Meyrick, 1927
- Gobipalpa  Povolny, 1973
- Gonaepa  Walker, 1866
- Grandipalpa  Janse, 1951
- Guebla  Chretien, 1915
- Hapalonoma  Meyrick, 1914
- Hapalosaris  Meyrick, 1917
- Haplovalva  Janse, 1958
- Harmatitis  Meyrick, 1910
- Harpagidia  Ragonot, 1895
- Hedma  Dumont, 1932
- Hemiarcha  Meyrick, 1904
- Heterozancla  Turner, 1919
- Hierangela  Meyrick, 1864
- Holcophora  Staudinger, 1871
- Holcophoroides  Matsumura, 1931
- Holophysis  Walsingham, 1910
- Homotima  Diakonoff, 1954
- Horridovalva  Sattler, 1967
- Hypatima  Hübner, 1825
- Hyperecta  Meyrick, 1925
- Idiophantis  Meyrick, 1904
- Ilseopsis  Povolny, 1965
- Irenidora  Meyrick, 1938
- Ischnocraspedus  Janse, 1958
- Ischnophenax  Meyrick, 1931
- Ischnophylla  Janse, 1963
- Isembola  Meyrick, 1926
- Isophrictis  Meyrick, 1917
- Istrianis  Meyrick, 1918
- Iulota  Meyrick, 1904
- Iwaruna  Gozmany, 1957
- Karwandania  Amsel, 1959
- Keiferia    Busck, 1939
- Kiwaia  Philpott, 1930
- Klimeschiopsis  Povolny, 1967
- Lacharissa  Meyrick, 1937
- Lachnostola  Meyrick, 1918
- Lanceopenna  Janse, 1950
- Lanceoptera  Janse, 1960
- Larcophora  Meyrick, 1925
- Lasiarchis  Meyrick, 1937
- Latrologa  Meyrick, 1918
- Leptogeneia  Meyrick, 1904
- Leucogoniella  Fletcher, 1940
- Leucophylla  Janse, 1960
- Leuronoma  Meyrick, 1918
- Leurozancla  Turner, 1933
- Lexiarcha  Meyrick, 1916
- Limenarchis  Meyrick, 1926
- Lixodessa  Gozmany, 1957
- Locharcha  Meyrick, 1923
- Logisis  Walsingham, 1909
- Lophaeola  Meyrick, 1932
- Lutilabria  Povolny, 1965
- Lysipatha  Meyrick, 1926
- Macrenches  Meyrick, 1904
- Macrocalcara  Janse, 1951
- Magnifacia  Polvolny, 1967
- Magonympha  Meyrick, 1916
- Megacraspedus  Zeller, 1839
- Megalocypha  Janse, 1960
- Melitoxestis  Meyrick, 1921
- Melitoxoides  Janse, 1958
- Menecratistis  Meyrick, 1933
- Meridorma  Meyrick, 1925
- Merimnetria  Walsingham, 1907
- Mesophleps  Hübner, 1816
- Metabolaea  Meyrick, 1923
- Metanarsia  Staudinger, 1871
- Metaplatyntis  Meyrick, 1938
- Metatactis  Janse, 1949
- Meteoristis  Meyrick, 1923
- Metopleura  Busck, 1912
- Metzneria  Zeller, 1839
- Mirificarma  Gozmany, 1955
- Mnesistega  Meyrick, 1918
- Molopostola  Meyrick, 1920
- Monochroa  Heinemann, 1870
- Naera  Chambers, 1875
- Narthecoceros  Meyrick, 1906
- Nealyda  Dietz, 1900
- Neodactylota  Busck, 1903
- Neofaculta  Gozmany, 1955
- Neofriseria  Sattler, 1960
- Neolechia  Diakonoff, 1948
- Neopalpa  Povolny, 1998
- Neopatetris  Janse, 1960
- Neoschema  Povolny, 1967
- Neotelphusa  Janse, 1958
- Nevadopalpa  Povolny, 1998
- Nothris  Hübner, 1816
- Numata  Busck, 1906
- Ochmastis  Meyrick, 1908
- Ochrodia  Povolny, 1966
- Octonodula  Janse, 1951
- Oegoconiodes  Matsumura, 1931
- Oestomorpha  Walsingham, 1911
- Oncerozancla  Turner, 1933
- Opacopsis  Povolny, 1964
- Organitis  Meyrick, 1906
- Ornativalva  Gozmany, 1955
- Orphanoclera  Meyrick, 1925
- Orthoptila  Meyrick, 1904
- Oxylechia  Meyrick, 1917
- Pachygeneia  Meyrick, 1923
- Palintropa  Meyrick, 1913
- Paltoloma  Ghesquiere, 1940
- Pancoenia  Meyrick, 1904
- Panicotricha  Meyrick, 1913
- Panplatyceros  Diakonoff, 1951
- Parabola  Janse, 1950
- Parachronistis  Meyrick, 1925
- Paralida  Clarke, 1958
- Parametanarsia  Gerasimov, 1930
- Paranarsia  Ragonot, 1895
- Parapsectris  Meyrick, 1911
- Paraselotis  Janse, 1960
- Parastega  Meyrick, 1912
- Parastenolechia  Kanazawa, 1985
- Paratelphusa  Janse, 1958
- Parathectis  Janse, 1958
- Parelectroides  Clarke, 1952
- Pauroneura  Turner, 1919
- Pavolechia  Busck, 1914
- Pelocnistis  Meyrick, 1932
- Perioristica  Walsingham, 1910
- Petalostomella  Fletcher, 1940
- Peucoteles  Meyrick, 1931
- Phaeotypa  Turner, 1944
- Phanerophalla  Janse, 1960
- Pharangitis  Meyrick, 1905
- Phloeocecis  Chretien, 1908
- Phloeograptis  Meyrick, 1904
- Phobetica  Turner, 1944
- Photodotis  Meyrick, 1911
- Phricogenes  Meyrick, 1931
- Phthoracma  Meyrick, 1921
- Phthorimaea  Meyrick, 1902
- Phylopatris  Meyrick, 1923
- Physoptila  Meyrick, 1914
- Pilocrates  Meyrick, 1920
- Piskunovia  Omelko, 1988
- Pithanurga  Meyrick, 1921
- Pityocona  Meyrick, 1918
- Platymacha  Meyrick, 1933
- Platyphalla  Janse, 1951
- Plectrocosma  Meyrick, 1921
- Pogochaetia  Staudinger, 1879
- Polyhymno  Chambers, 1874
- Pragmatodes  Walsingham, 1908
- Proadamas  Meyrick, 1929
- Procharista  Meyrick, 1922
- Prodosiarcha  Meyrick, 1904
- Prolita  Leraut, 1993
- Promolopica  Meyrick, 1925
- Proselotis  Meyrick, 1914
- Prosodarma  Meyrick, 1925
- Proteodoxa  Meyrick, 1938
- Protolechia  Meyrick, 1903
- Protoparachronistis  Omelko, 1986
- Psamathocrita  Meyrick, 1925
- Pseudarla  Clarke, 1965
- Pseudathrips  Povolny, 1986
- Pseudochelaria   Dietz, 1900
- Pseudoteleia  Amsel, 1935
- Pseudotelphusa  Janse, 1958
- Psoricoptera  Stainton, 1854
- Ptilostonychia  Walsingham, 1911
- Ptocheuusa  Heinemann, 1870
- Ptycerata  Ely, 1910
- Ptychovalva  Janse, 1958
- Pycnodytis  Meyrick, 1918
- Pyncostola  Meyrick, 1917
- Radionerva  Janse, 1951
- Recurvaria  Haworth, 1828
- Reichardtiella  Filipjev, 1931
- Rhynchopacha  Meyrick, 1923
- Rifseria  Hodges, 1966
- Rotundivalva  Janse, 1951
- Sarotorna  Meyrick, 1904
- Satrapodoxa  Meyrick, 1925
- Sautereopsis  Povolny, 1965
- Schemataspis  Meyrick, 1918
- Schistophila  Chrétien, 1899
- Schizovalva  Janse, 1951
- Schmidtnielsenia  Povolny, 1987
- Schneidereria  Weber, 1957
- Scindalmota  Turner, 1919
- Sclerocecis  Chrétien, 1908
- Sclerocopa  Meyrick, 1937
- Sclerograptis  Meyrick, 1923
- Sclerophantis  Meyrick, 1935
- Scrobipalpa  Janse, 1951
- Scrobipalpoides  Povolny, 1985
- Scrobipalpomima  Povolny, 1985
- Scrobipalpopsis  Povolny, 1967
- Scrobipalpula  Povolny, 1964
- Scrobipalpuloides  Povolny, 1987
- Scrobipalpulopsis  Povolny, 1987
- Scrobischema  Povolny, 1980
- Scrobitasta  Povolny, 1985
- Semocharista  Meyrick, 1922
- Sicera  Chretien, 1908
- Sinevia  Omelko, 1998
- Sinoe  Chambers, 1873
- Smenodoca  Meyrick, 1904
- Sophronia  Hübner, 1825
- Sorotacta  Meyrick, 1914
- Spermanthrax  Meyrick, 1936
- Sphaleractis  Meyrick, 1904
- Sphenocrates  Meyrick, 1925
- Sphenogrypa  Meyrick, 1920
- Sriferia  Hodges, 1966
- Stachyostoma  Meyrick, 1923
- Stagmaturgis  Meyrick, 1923
- Stegasta  Meyrick, 1904
- Stenolechia  Meyrick, 1894
- Stenolechioides  Elsner, 1996
- Stenovalva  Amsel, 1955
- Steremniodes  Meyrick, 1923
- Stereodmeta  Meyrick, 1931
- Stereomita  Braun, 1922
- Sterrhostoma  Meyrick, 1935
- Stibarenches  Meyrick, 1930
- Stigmatoptera  Hartig, 1936
- Stiphrostola  Meyrick, 1923
- Stomopteryx  Heinemann, 1870
- Strenophila  Meyrick, 1913
- Streyella  Janse, 1958
- Strobisia  Clemens, 1860
- Symbatica  Meyrick, 1910
- Symmetrischema  Povolny, 1967
- Symphanactis  Meyrick, 1925
- Synactias  Meyrick, 1931
- Syncathedra  Meyrick, 1923
- Syncopacma  Meyrick, 1925
- Syngelechia  Janse, 1958
- Tabernillaia  Walsingham, 1911
- Tahla  Dumont, 1932
- Tanycyttara  Turner, 1933
- Tecia  Kieffer & Jorgensen, 1910
- Teleiodes  Sattler, 1960
- Teleiopsis  Sattler, 1960
- Telephata  Meyrick, 1916
- Telephila  Meyrick, 1923
- Telphusa  Chambers, 1872
- Thaumaturgis  Meyrick, 1934
- Theisoa  Chambers, 1874
- Thiognatha  Meyrick, 1920
- Thriophora  Meyrick, 1911
- Thrypsigenes  Meyrick, 1914
- Thymosopha  Meyrick, 1914
- Thyrsostoma  Meyrick, 1907
- Tila  Povolny, 1965
- Tiranimia  Chrétien, 1915
- Tituacia  Walker, 1864
- Togia  Walker, 1864
- Tosca  Heinrich, 1920
- Toxotacma  Meyrick, 1929
- Tricerophora  Janse, 1958
- Trichembola  Meyrick, 1918
- Tricyanaula  Meyrick, 1925
- Tricyphistis  Meyrick, 1934
- Tritadelpha  Meyrick, 1904
- Trychnopalpa  Janse, 1958
- Trypanisma  Clemens, 1860
- Trypherogenes  Meyrick, 1931
- Turcopalpa  Povolny, 1973
- Tuta  Kieffer & Jorgensen, 1910
- Uncustriodonta  Agenjo, 1952
- Untomia  Busck, 1906
- Vadenia  Caradja, 1933
- Vladimirea  Povolny, 1967
- Xenolechia  Meyrick, 1895
- Xystophora  Wocke, 1876
- Ymeldia  Hodges, 1965
- Zeempista  Povolny, 1974
- Zelosyne  Walsingham, 1911
- Zizyphia  Chrétien, 1908

- Anisoplaca  Meyrick, 1885
- Chelophoba  Meyrick, 1935
- Coleostoma  Meyrick, 1922
- Decatopseustis  Meyrick, 1925
- Encolapta  Meyrick, 1913
- Epilechia  Busck, 1939
- Ethmiopsis  Meyrick, 1935
- Haplochela  Meyrick, 1923
- Leistogenes  Meyrick, 1927
- Macracaena  Common, 1958
- Mometa  Durrant, 1914
- Palumbina  Rondani, 1876
- Pectinophora  Busck, 1917
- Pessograptis  Meyrick, 1923
- Pexicopia  Common, 1958
- Phrixocrita  Meyrick, 1935
- Platyedra  Meyrick, 1895
- Porpodryas  Meyrick, 1920
- Prostomeus  Busck, 1903
- Semnostoma  Meyrick, 1918
- Semophylax  Meyrick, 1932
- Sitotroga   Heinemann, 1870
- Syncratomorpha  Meyrick, 1929
- Thiotricha  Meyrick, 1886
- Tornodoxa  Meyrick, 1921
- Trachyedra  Meyrick, 1929

- Acraeologa  Meyrick, 1921
- Agathactis  Meyrick, 1929
- Amphitrias  Meyrick, 1908
- Anaphaula  Walsingham, 1904
- Anterethista  Meyrick, 1914
- Apopira  Walsingham, 1911
- Bactrolopha  Lower, 1901
- Besciva  Busck, 1914
- Brachypsaltis  Meyrick, 1931
- Calyptrotis  Meyrick, 1891
- Carbatina  Meyrick, 1913
- Carterica  Meyrick, 1925
- Catatinagma  Rebel, 1903
- Catoptristis  Meyrick, 1925
- Caulastrocesis  Chretien, 1931
- Cauloecista  Dumont, 1928
- Cecidonostola  Amsel, 1958
- Cerycangela  Meyrick, 1925
- Cochlevalva  Omelko, 1986
- Copocercia  Zeller, 1877
- Cotyloscia  Meyrick, 1923
- Cratinitis  Meyrick, 1935
- Dactylethrella  Fletcher, 1940
- Dactylotula  Cockerell, 1888
- Dectobathra  Meyrick, 1904
- Dentivalva  Omelko, 1986
- Deoclona  Busck, 1903
- Desmaucha  Meyrick, 1918
- Dicranucha  Janse, 1954
- Epicharma  Walsingham, 1897
- Epistomotis  Meyrick, 1906
- Eustalodes  Meyrick, 1927
- Fapua  Keiffer & Jorgensen, 1910
- Ficulea  Walker, 1864
- Furcatisacculus  Omelko, 1986
- Gaesa  Walker, 1864
- Geniadophora  Walsingham, 1897
- Glaphyrerga  Meyrick, 1925
- Heliangara  Meyrick, 1906
- Holaxyra  Meyrick, 1913
- Homoshelas  Meyrick, 1935
- Hylograptis  Meyrick, 1910
- Hypodrasia  Diakonoff, 1967
- Ilarches  Meyrick, 1933
- Ilingiotis  Meyrick, 1914
- Inotica  Meyrick, 1913
- Ivanauskiella  Ivinskis & Piskunov, 1980
- Kahelia  Turati, 1922
- Lacistodes  Meyrick, 1907
- Laris  Omelko, 1988
- Lata  Kieffer & Jorgensen, 1910
- Mesogelechia  Omelko, 1986
- Metopios  Lucas, 1945
- Microcraspedus  Janse, 1958
- Myrophila  Meyrick, 1923
- Oecocecis  Guenee, 1870
- Orsotricha  Meyrick, 1914
- Oxypteryx  Rebel, 1911
- Pachysaris  Meyrick, 1914
- Paltodora  Meyrick, 1894
- Parallactis  Meyrick, 1925
- Paranoea  Walsingham, 1911
- Parapodia  Joannis, 1912
- Parelectra  Meyrick, 1925
- Pelostola  Janse, 1960
- Plocamosaris  Meyrick, 1912
- Proactica  Walsingham, 1904
- Prophoraula  Meyrick, 1922
- Scythostola  Meyrick, 1925
- Semiomeris  Meyrick, 1923
- Simoneura  Walsingham, 1911
- Sphagiocrates  Meyrick, 1925
- Struempelia  Amsel, 1977
- Syneunetis  Wallengren, 1881
- Syrmadaula  Meyrick, 1918
- Taphrosaris  Meyrick, 1922
- Teuchophanes  Meyrick, 1914
- Thelyasceta  Meyrick, 1923
- Thyrsomnestis  Meyrick, 1929
- Uliaria  Dumont, 1921

## Arten (Auswahl)
- Anacampsis blattariella
- Anacampsis timidella
- Carpatolechia decorella
- Chrysoesthia sexguttella
- Dichomeris ustalella
- Gelechia scotinella
- Helcystogramma rufescens
- Helcystogramma triannulella
- Hofmannophila pseudospretella (Samenmotte)
- Teleiopsis diffinis